# 劉晟 (唐朝)
劉晟（?—?），深州（今河北省深州市）人，唐朝末年政治人物。燕王刘仁恭的父亲，燕帝刘守光的祖父。
刘晟作为深州人，客居在范阳，作为幽州卢龙节度使李可举（876年－885年在任）属下的新兴镇将，其子刘仁恭于是在卢龙军中。刘仁恭于895年成为幽州卢龙节度使，与其子刘守光先后割据幽州十八年。

## 子孙
- 子：刘仁恭
  - 孙：刘守文
    - 曾孙：刘延祚
    - 曾孙：刘延进
      - 玄孙：刘廷让

  - 孙：刘守光
    - 曾孙：刘继威
    - 曾孙：刘继珣
    - 曾孙：刘继方
    - 曾孙：刘继祚

  - 孙：刘守奇
    - 曾孙：刘继颙
    - 曾孙：刘承揲
    - 曾孙：刘承嗣